# Waldebert z Luxeuil
Waldebert, znany też jako Walbert lub Gaubert (zm. ok. 668 roku) – frankoński zakonnik, a później opat. Święty czczony przez Kościół katolicki i prawosławny.
Był synem hrabiego Agnerica, dworzanina króla Teodeberta II. Pochodził z religijnej rodziny. Wśród jego rodzeństwa byli późniejszy św. Faro (biskup Meaux), św. Burgundofara (założycielka i pierwsza przełożona opactwa w Faremoutiers) oraz św. Chagnoald (biskup Laon).
Po ojcu odziedziczył znaczny majątek i tytuł hrabiego Guines, Ponthieu and Saint-Pol. Początkowo służył w wojsku. Ostatecznie jednak zdecydował się wstąpić do klasztoru w Luxeuil (obecnie Luxeuil-les-Bains), gdzie opatem był św. Eustazjusz. Ponieważ życie we wspólnocie nie do końca mu odpowiadało, za zgodą Eustazjusza osiedlił się w pobliżu opactwa, gdzie żył samotnie jako pustelnik.
Po śmierci św. Eustazjusza został wybrany opatem. Na tym stanowisku trwał przez czterdzieści lat. Sławny ośrodek doszedł wtedy do nowego rozkwitu. Wprowadził regułę, która elementy benedyktyńskie scalała z dotychczasowymi, pochodzącymi od św. Kolumbana. Za rządów Walberta rozwijały się też w opactwie nauki biblijne, malarstwo i skryptorium. 
Zmarł około 668 roku. Gdy opactwu zagroziły najazdy normandzkie, szczątki świętego ukryto. Spalono je w czasie rewolucji francuskiej. Kult szerzył się przede wszystkim w Burgundii, w okolicach Besançon i Meaux oraz w zachodnich kantonach Szwajcarii. Wspomnienie obchodzone jest 2 maja.